# Acayucan
Acayucan är en stad i sydöstra Mexiko och är belägen i delstaten Veracruz. 

## Stad och storstadsområde
Staden har 50 934 invånare(2010), med totalt 87 267 i kommunen på en yta av 656 km².
Storstadsområdet, Zona Metropolitana de Acayucan, har totalt 107 792 invånare (2007) på en yta av 830 km². Området består av de tre kommunerna Acayucan, Oluta och Soconusco.